# Get Low (Zedd e Liam Payne)
Get Low è un singolo del DJ tedesco Zedd e del cantante britannico Liam Payne, pubblicato il 6 luglio 2017 come secondo estratto dal primo album in studio di Liam Payne LP1.

## Descrizione
Dodicesima traccia dell'album, Get Low è un brano dance e tropical house.

## Video musicale
Il video musicale, girato presso le strade di Londra, è stato reso disponibile il 19 settembre 2017.

## Tracce
Testi e musiche di Anton Zaslavski, Fabienne Halloway, Tristan Landymore e Charles Hinshaw Jr., eccetto dove indicato.
Download digitale
1. Get Low – 3:24

Download digitale – Kuuro Remix
1. Get Low (Kuuro Remix) – 3:38

CD singolo (Germania, Austria e Svizzera)
1. Get Low – 3:25
2. Zedd e Alessia Cara – Stay – 3:30 (Anton Zaslavski, Linus Wiklund, Sarah Aarons, Anders Freen, Jonnali Parmenius, Alessia Caracciolo)

## Formazione
Musicisti
- Liam Payne – voce

Produzione
- Zedd – produzione, missaggio
- Ryan Shanahan – ingegneria del suono
- Mike Marsh – mastering

## Classifiche
| Classifica (2017) | Posizione massima |
| ----------------- | ----------------- |
| Australia         | 39                |
| Austria           | 54                |
| Belgio (Fiandre)  | 72                |
| Belgio (Vallonia) | 75                |
| Canada            | 50                |
| Filippine         | 74                |
| Germania          | 75                |
| Irlanda           | 37                |
| Paesi Bassi       | 81                |
| Polonia           | 42                |
| Portogallo        | 42                |
| Regno Unito       | 26                |
| Repubblica Ceca   | 38                |
| Russia            | 130               |
| Slovacchia        | 32                |
| Stati Uniti       | 91                |
| Svezia            | 43                |
| Svizzera          | 54                |
| Ucraina           | 69                |
| Ungheria          | 37                |